# 洛厄爾 (緬因州)
洛厄爾（英語：Lowell）是一個位於美國緬因州佩諾布斯科特縣的鎮。

## 人口
根據2020年美國人口普查的數據，洛厄爾的面積為104.20平方千米，當中陸地面積為99.17平方千米，而水域面積為5.02平方千米。當地共有人口368人，而人口密度為每平方千米4人。